# Ancillista
Ancillista is een geslacht van weekdieren uit de klasse van de Gastropoda (slakken).

## Soorten
- Ancillista albicans Lee & Wu, 1997
- Ancillista aureocallosa Kilburn & Jenner, 1977
- Ancillista cingulata (G. B. Sowerby I, 1830)
- Ancillista depontesi Kilburn, 1998
- Ancillista fernandesi Kilburn & Jenner, 1977
- Ancillista hasta (Martens, 1902)
- Ancillista muscae (Pilsbry, 1926)
- Ancillista ngampitchae Gra-Tes, 2002
- Ancillista rosadoi Bozzetti & Terzer, 2004
- Ancillista velesiana Iredale, 1936